# パキスタンスター
パキスタンスター（Pakistan Star, 巴基之星, 2013年3月2日 - ） は、香港・アラブ首長国連邦の競走馬。主な勝ち鞍に2018年クイーンエリザベス2世カップ、香港チャンピオンズ&チャターカップがある。

## 経歴

### 2015/2016シーズン
7月1日に沙田競馬場の新馬戦でデビュー。最後方追走から差し切り、2着に1馬身3/4差をつけて勝利した。

### 2016/2017シーズン
シーズン初戦を制し、デビューから6戦3勝で香港ダービーの前哨戦である香港クラシックマイルに挑むも、ラッパードラゴン(Rapper Dragon)の5着に敗れた。しかし、同じく前哨戦の香港クラシックカップ、本番の香港ダービーでは、ラッパードラゴンの2着に入った。次走のクイーンエリザベス2世カップ(G1)ではワーザー(Werther)に続く2番人気となるも、ネオリアリズムのクビ差2着に敗れた。3戦連続で好走を続けたパキスタンスターだったが、続くプレミアプレート(G3)では圧倒的1番人気に支持されるも、自ら走ることをやめてしまい、勝ち馬から約59秒差で5頭立て5着に敗れた。バリアトライアルでも同様のレースをし、出走停止処分を受けた。

### 2017/2018シーズン
2017/2018シーズンに入ると、バリアートライアルを2戦連続で1着入線し、香港ゴールドカップ(G1)に出走するも、4着に敗れた。その後の2戦も気性の難しさを見せて敗れると、続けてクイーンエリザベス2世カップ(G1)に出走。騎乗予定のケリン・マカヴォイ騎手が病気のため、直前でウィリアム・ビュイック騎手に変更となったが、直線で先頭に立つと後続を突き放し、2着に3馬身差をつけてG1競走初勝利となった。次走の香港チャンピオンズ&チャターカップ(G1)は初の2400m戦であったが、1番人気に応えて勝利した。

### 2018/2019シーズン
シーズン初戦の沙田トロフィーで4着に敗れると、その後も精彩を欠いた。チェアマンズトロフィーでは3着と好走したが、連覇がかかったクイーンエリザベス2世カップ(G1)では5着、香港チャンピオンズ&チャターカップ(G1)は4着に終わった。

### 2019/2020シーズン
シーズン初戦のプレミアボウル5着の後、11月のジョッキークラブスプリントに出走したが発馬後100mほどで競走を拒否したため、出走停止処分を受けることになった。12月3日付けのサウスチャイナ・モーニングポストはパキスタンスターがドバイへ移籍する見通しであると報じた。

### 2020/2021シーズン～2021/2022シーズン
ドバイ移籍初戦となった2020年12月3日のリステッドレース（ダート2000m）は、直線で伸びを欠き4着に終わる。
1年休養ののち、2021年12月5日のリステッドレース（芝1600m）に出走するも競走を中止した。
年が明けた2022年1月に引退を発表。引退後はオーストラリアのリビングレジェンズで余生を送る。

## 血統表
| パキスタンスターの血統(ストームキャット系 Northern Dancer5×4×5=12.50%、Special4×5=9.38%、Raise a Native5×5=6.25) | パキスタンスターの血統(ストームキャット系 Northern Dancer5×4×5=12.50%、Special4×5=9.38%、Raise a Native5×5=6.25) | パキスタンスターの血統(ストームキャット系 Northern Dancer5×4×5=12.50%、Special4×5=9.38%、Raise a Native5×5=6.25) | （血統表の出典）       | （血統表の出典） |
| 父 Shamardal 2002 鹿毛                                                                                           | 父の父Giant's Causeway 1997 栗毛                                                                                 | Storm Cat | Storm Bird             | Storm Bird       |
| 父 Shamardal 2002 鹿毛                                                                                           | 父の父Giant's Causeway 1997 栗毛                                                                                 | Storm Cat | Terlingua              |                  |
| 父 Shamardal 2002 鹿毛                                                                                           | 父の父Giant's Causeway 1997 栗毛                                                                                 | Mariah's Storm                                                                                                   | Rahy                   | Rahy             |
| 父 Shamardal 2002 鹿毛                                                                                           | 父の父Giant's Causeway 1997 栗毛                                                                                 | Mariah's Storm                                                                                                   | Immense                |                  |
| 父 Shamardal 2002 鹿毛                                                                                           | 父の母Helsinki 1993 鹿毛                                                                                         | Machiavellian | Mr. Prospector         | Mr. Prospector   |
| 父 Shamardal 2002 鹿毛                                                                                           | 父の母Helsinki 1993 鹿毛                                                                                         | Machiavellian | Coup de Folie          |                  |
| 父 Shamardal 2002 鹿毛                                                                                           | 父の母Helsinki 1993 鹿毛                                                                                         | Helen Street | Troy                   | Troy             |
| 父 Shamardal 2002 鹿毛                                                                                           | 父の母Helsinki 1993 鹿毛                                                                                         | Helen Street | Waterway               |                  |
| 母 Nina Celebre 2006 鹿毛                                                                                        | 母の父*パントレセレブル Peintre Celebre 1994 栗毛                                                                | Nureyev | Northern Dancer        | Northern Dancer  |
| 母 Nina Celebre 2006 鹿毛                                                                                        | 母の父*パントレセレブル Peintre Celebre 1994 栗毛                                                                | Nureyev | Special                |                  |
| 母 Nina Celebre 2006 鹿毛                                                                                        | 母の父*パントレセレブル Peintre Celebre 1994 栗毛                                                                | Peintre Bleue | Alydar                 | Alydar           |
| 母 Nina Celebre 2006 鹿毛                                                                                        | 母の父*パントレセレブル Peintre Celebre 1994 栗毛                                                                | Peintre Bleue | Petoroleuse            |                  |
| 母 Nina Celebre 2006 鹿毛                                                                                        | 母の母Next Gina 2000 鹿毛                                                                                        | Perugino | Danzig                 | Danzig           |
| 母 Nina Celebre 2006 鹿毛                                                                                        | 母の母Next Gina 2000 鹿毛                                                                                        | Perugino | Fairy Bridge           |                  |
| 母 Nina Celebre 2006 鹿毛                                                                                        | 母の母Next Gina 2000 鹿毛                                                                                        | Night Petticoat                                                                                                  | Petoski                | Petoski          |
| 母 Nina Celebre 2006 鹿毛                                                                                        | 母の母Next Gina 2000 鹿毛                                                                                        | Night Petticoat                                                                                                  | Nightrockette F-No.4-r |                  |